# جو بينينو
جو بينينو (بالإنجليزية: Joe Benigno)‏ هو مقدم برامج إذاعية أمريكي، ولد في 26 سبتمبر 1953 في غارفيلد في الولايات المتحدة.